# Rosemarie Pfluger
Rosemarie Pfluger (* 21. Oktober 1945 in Zug, Schweiz; † 5. Juli 2011) war eine Schweizer Journalistin, Moderatorin und langjährige Mitarbeiterin des Schweizer Fernsehens.

## Leben
Die gebürtige Innerschweizerin kam 1970 durch eine Castingshow zum Schweizer Fernsehen. Mit Kurt Felix moderierte sie Anfang der 1970er-Jahre für zwei Jahre die Samstagabend-Unterhaltungssendung Grüezi Mitenand. Auch in den 1970er und 1980er Jahren moderierte sie zusammen mit Ines Torelli die Samstagabend-Sendung «Zum doppelten Engel». Sie realisierte zahlreiche Kurzporträts vor allem über Künstler, aber auch für die Reihe «Bauer sucht Bäuerin» oder «Geschichte des Monats». Ab 1989 war sie für 3sat tätig. So produzierte sie unter anderem «Reiseland Schweiz», eine Reihe von Dokumentarporträts über interessante «Zeitgenossen» und diverse Einzelsendungen.
Nach dem Abschied vom Fernsehen war Rosemarie Pfluger freiberuflich tätig und lieh ihre Stimme unter anderem Hörbücher-Produktionen. 2009 musste sie eine Auszeit nehmen, da sie die Stimme verloren hatte.
Sie verstarb im Alter von 65 Jahren.

## Film
- «Von Büchern und Menschen.» Diogenes – ein Verlagsporträt. Dokumentarfilm, Deutschland, Schweiz, 1998, 55:45 Min., Buch und Regie: Rosemarie Pfluger, Produktion: 3sat, SF DRS, Erstsendung: 27. September 1998, online-Video, Inhaltsangabe von 3sat, (Memento vom 12. April 2013 im Webarchiv archive.today), auch als VHS-Video beim Diogenes-Verlag [6], Besprechung:[7].